# Cúp bóng đá Estonia 2013–14
Cúp bóng đá Estonia 2013–14 là mùa giải thứ 24 của giải đấu bóng đá loại trực tiếp danh giá nhất Estonia. 
Levadia giành chức vô địch khi đánh bại Santos 4–0 trong trận chung kết. Vì Levadia đã giành quyền tham gia UEFA Champions League với tư cách vô địch giải vô địch quốc gia Estonia, nên Santos được quyền tham gia vòng loại thứ nhất của UEFA Europa League 2014–15 với tư cách á quân giải cúp.

## Vòng Một
Lễ bốc thăm được tiến hành bởi Hiệp hội Bóng đá Estonia vào ngày 18 tháng 5 năm 2013, trước trận chung kết mùa giải 2012–13. Rahvaliiga (RL) là giải đấu được tổ chức bởi Hiệp hội Bóng đá Estonia, nhưng không thuộc hệ thống giải chính.
| Đội nhà                       | Tỉ số                      | Đội khách                 |
| 28 Tháng Năm                  | 28 Tháng Năm               | 28 Tháng Năm              |
| ----------------------------- | -------------------------- | ------------------------- |
| FC Elva (3)                   | 1 – 0                      | (5) Tallinna JK Kalev III |
| 3 Tháng Sáu                   |                            |                           |
| Nõmme JK Kalju (1)            | 14 – 0                     | (6) Pühajärve JK Revali   |
| 4 Tháng Sáu                   |                            |                           |
| FC Olympic (5)                | 0 – 4                      | (2) Viljandi JK Tulevik   |
| JK Suema Cargobus (6)         | 0 – 9                      | (1) Tallinna FC Infonet   |
| 5 Tháng Sáu                   |                            |                           |
| Tallinna FC Twister (6)       | 0 – 5                      | (1) Paide Linnameeskond   |
| JK Retro (5)                  | 1 – 11                     | (1) Narva JK Trans        |
| SJK Leisi (5)                 | 2 – 5                      | (5) Põlva FC Lootos       |
| Tartu FC Santos (4)           | 3 – 1                      | (2) JK Vändra Vaprus      |
| Tallinna Maccabi (5)          | 2 – 4                      | (4) Tartu SK 10 II        |
| EMÜ SK (5)                    | 0 – 1                      | (4) FC Nõmme United       |
| HÜJK Emmaste (3)              | 4 – 0                      | (4) JK Kaitseliit Kalev   |
| Nõmme Kalju II (3)            | 0 – 1                      | (4) Raasiku FC Joker 1993 |
| SK Noorus 96 Jõgeva (4)       | 1 – 2                      | (4) FCF Tallinna Ülikool  |
| Pärnu Linnameeskond (3)       | 3 – 1 (s.h.p.)             | (6) Nõmme JK Kalju III    |
| Jõhvi FC Lokomotiv (2)        | đi tiếp1                   | (6) JK Pärnu-Jaagupi      |
| 6 Tháng Sáu                   |                            |                           |
| Tallinna FC Reaal (6)         | 0 – 18                     | (1) Tallinna FC Flora     |
| Tõrva JK (5)                  | 1 – 6                      | (2) Tartu SK 10           |
| SK Tapa (6)                   | 1 – 4                      | (6) SK Imavere Forss      |
| JK Loo (4)                    | 3 – 5                      | (5) Ambla Vallameeskond   |
| Tartu Tehased (RL)            | 3 – 2                      | (5) Eestimaa Kasakad      |
| FC Soccernet (6)              | 0 – 4                      | (2) JK Tammeka II Tartu   |
| Tartu FC Merkuur (6)          | đi tiếp2                   | (6) Pirita Reliikvia      |
| 8 Tháng Sáu                   |                            |                           |
| Tallinna JK Legion (3)        | đi tiếp3                   | (RL) JK Kose              |
| 9 Tháng Sáu                   |                            |                           |
| JK Roosad Pantrid (RL)        | 1 – 8                      | (RL) JK Nirvaana          |
| FC Kiiu (6)                   | 0 – 1                      | (6) Viimsi FC Igiliikur   |
| Kernu JK Kadakas (5)          | 0 – 3                      | (1) FC Kuressaare         |
| Tallinna FC Dnipro (6)        | 0 – 11                     | (1) JK Sillamäe Kalev     |
| JK Eesti Väitlusselts (RL)    | 0 – 4                      | (RL) JK Õismäe Torm       |
| JK Raudteetöölised (RL)       | 2 – 2 (s.h.p.) (1–4 ph.đ.) | (RL) FC Shnelli           |
| 11 Tháng Sáu                  |                            |                           |
| JK Tallinna Kalev Juunior (6) | 0 – 2                      | (4) Rummu Dünamo          |
| 12 Tháng Sáu                  |                            |                           |
| Kohtla-Järve JK Järve (3)     | 3 – 1                      | (5) Kuusalu JK Rada       |
| Tallinna FC Levadia (1)       | 11 – 0                     | (5) Võru JK               |
| Lihula JK (5)                 | 7 – 1                      | (5) FC Lelle              |
| FC Otepää (5)                 | 2 – 1                      | (3) Tallinna JK Dünamo    |
| Rapla JK Atli (5)             | 6 – 0                      | (RL) FC Donkers           |
| Valga FC Warrior (5)          | 1 – 3                      | (5) JK Piraaja Tallinn    |
| 13 Tháng Sáu                  |                            |                           |
| Tartu Ülikool Fauna (6)       | đi tiếp4                   | (6) Taebla JK             |
| 16 Tháng Sáu                  |                            |                           |
| Rakvere Wiswald (RL)          | 0 – 7                      | (4) FC Infonet II         |
| Trummi SK (5)                 | 7 – 4                      | (RL) FC Helios            |
| 18 Tháng Sáu                  |                            |                           |
| FC Maardu Starbunker (4)      | 3 – 1                      | (4) Pärnu FC Metropool    |
| 19 Tháng Sáu                  |                            |                           |
| JK Kaitseliit Kalev II (5)    | 1 – 5                      | (5) Navi Vutiselts        |
| FC Eston Villa (5)            | 0 – 0(s.h.p.) (4–2 ph.đ.)  | (4) JK Ganvix Türi        |
| 20 Tháng Sáu                  |                            |                           |
| Saue JK Laagri (4)            | 9 – 0                      | (6) Tartu Harrastajad     |
| FC Pokkeriprod (6)            | 1 – 6                      | (3) FC Ararat TTÜ SK      |
| 26 Tháng Sáu                  |                            |                           |
| Kiviõli FC Irbis (2)          | 4 – 1(s.h.p.)              | (5) FC Kose               |
| Lasnamäe FC Ajax (4)          | 5 – 0                      | (6) Saku Sporting         |
| 2 Tháng Bảy                   |                            |                           |
| JK Tallinna Kalev (1)         | 5 – 3                      | (2) Rakvere JK Tarvas     |

Notes
- Ghi chú 1: JK Pärnu-Jaagupi bỏ giải.
- Ghi chú 2: Pirita Reliikvia bỏ giải.
- Ghi chú 3: JK Kose bỏ giải.
- Ghi chú 4: Taebla JK bỏ giải.

### Đội miễn đấu
Các đội sau không được bốc thăm và đi tiếp vào vòng Hai mà không cần thi đấu:
- Meistriliiga (Cấp độ 1): Tartu JK Tammeka
- Esiliiga (2): Tallinna FC Puuma, Tallinna FC Flora II
- Esiliiga B (3): –
- II Liiga (4): Tartu JK Welco Elekter,
- III Liiga (5): FCF Järva-Jaani SK, FC Balteco, SK Tääksi, Saaremaa JK aameraaS, Viimsi MRJK
- IV Liiga (6): IAFA Estonia, FC Haiba, FC Toompea
- Rahvaliiga: FC Smuuli, Kohtla-Nõmme, FC Tartu, JK Väätsa Vald, JK Jalgpallihaigla

## Vòng Hai
Lễ bốc thăm diễn ra vào ngày 14 tháng Sáu.
| Đội nhà                    | Tỉ số                      | Đội khách                 |
| 1 Tháng Bảy                | 1 Tháng Bảy                | 1 Tháng Bảy               |
| -------------------------- | -------------------------- | ------------------------- |
| Viimsi MRJK (5)            | 0 – 5                      | (3) Kohtla-Järve JK Järve |
| 2 Tháng Bảy                |                            |                           |
| FCF Järva-Jaani (5)        | 2 – 0                      | (6) Tartu FC Merkuur      |
| 3 Tháng Bảy                |                            |                           |
| Tartu SK 10 II (4)         | đi tiếp1                   | (6) FC Toompea            |
| 4 Tháng Bảy                |                            |                           |
| FC Tartu (RL)              | 4 – 0                      | (6) Viimsi FC Igiliikur   |
| Saue JK Laagri (4)         | 2 – 1                      | (6) IAFA Estonia          |
| 5 Tháng Bảy                |                            |                           |
| Tallinna JK Piraaja (5)    | 6 – 0                      | (RL) JK Õismäe Torm       |
| 9 Tháng Bảy                |                            |                           |
| Nõmme JK Kalju (1)         | 14 – 0                     | (RL) Kohtla-Nõmme         |
| Jõhvi FC Lokomotiv (2)     | 13 – 0                     | (RL) FC Shnelli           |
| Viljandi JK Tulevik (2)    | 1 – 0                      | (6) SK Imavere Forss      |
| FC Elva (3)                | 1 – 1 (s.h.p.) (4–5 ph.đ.) | (2) JK Tammeka II Tartu   |
| Tartu SK 10 (2)            | 7 – 0                      | (5) Navi Vutiselts        |
| Lasnamäe FC Ajax (4)       | 1 – 5                      | (2) Tallinna FC Puuma     |
| 10 Tháng Bảy               |                            |                           |
| Saaremaa JK aameraaS (5)   | 5 – 1                      | (RL) FC Smuuli            |
| FC Infonet II (4)          | 8 – 1                      | (5) Ambla Vallameeskond   |
| Tartu Ülikool Fauna (6)    | 0 – 3                      | (5) FC Otepää             |
| FC Eston Villa (5)         | 0 – 8                      | (3) Tallinna JK Legion    |
| 15 Tháng Bảy               |                            |                           |
| HÜJK Emmaste (3)           | 1 – 0                      | (4) FCF Tallinna Ülikool  |
| 16 Tháng Bảy               |                            |                           |
| Tartu FC Santos (4)        | 8 – 0                      | (RL) Tartu Tehased        |
| Tallinna FC Balteco (5)    | 1 – 7                      | (3) Pärnu Linnameeskond   |
| 17 Tháng Bảy               |                            |                           |
| Raasiku FC Joker 1993 (4)  | 9 – 0                      | (5) Rapla JK Atli         |
| FC Nõmme United (4)        | 7 – 1                      | (6) FC Haiba              |
| 18 Tháng Bảy               |                            |                           |
| Kiviõli FC Irbis (2)       | 7 – 1                      | (5) Põlva FC Lootos       |
| 20 tháng Bảy               |                            |                           |
| JK Jalgpallihaigla (RL)    | 1 – 2                      | (RL) JK Väätsa Vald       |
| 22 Tháng Bảy               |                            |                           |
| Tallinna FC Levadia (1)    | 8 – 0                      | (5) Lihula JK             |
| 23 Tháng Bảy               |                            |                           |
| FC Kuressaare (1)          | 6 – 1                      | (RL) JK Nirvaana          |
| JK Sillamäe Kalev (1)      | 0 – 1                      | (1) Tallinna FC Flora     |
| 24 Tháng Bảy               |                            |                           |
| Tartu JK Welco Elekter (4) | 5 – 2                      | (5) SK Tääksi             |
| Trummi SK (5)              | 1 – 2                      | (3) FC Ararat TTÜ SK      |
| 30 Tháng Bảy               |                            |                           |
| Tallinna FC Flora II (2)   | 2 – 4                      | (1) Narva JK Trans        |
| JK Tallinna Kalev (1)      | 1 – 2                      | (1) Tallinna FC Infonet   |
| 6 Tháng Tám                |                            |                           |
| Paide Linnameeskond (1)    | 5 – 2                      | (4) Rummu Dünamo          |
| 13 Tháng Tám               |                            |                           |
| Maardu FC Starbunker (4)   | 1 – 5                      | (1) Tartu JK Tammeka      |

Ghi chú
- Ghi chú 1: FC Toompea bỏ giải.

## Vòng Ba
Lễ bốc thăm diễn ra vào ngày 18 tháng Bảy.
| Đội nhà                    | Tỉ số                     | Đội khách                  |
| 6 Tháng Tám                | 6 Tháng Tám               | 6 Tháng Tám                |
| -------------------------- | ------------------------- | -------------------------- |
| Viljandi JK Tulevik (2)    | 1 – 2                     | (1) Tallinna FC Flora      |
| Tallinna JK Piraaja (5)    | 0 – 1                     | (1) FC Kuressaare          |
| 7 Tháng Tám                |                           |                            |
| Pärnu Linnameeskond (3)    | 4 – 1                     | (5) FC Otepää              |
| Narva JK Trans (1)         | 0 – 0 (s.h.p.) (3–5ph.đ.) | (4) Tartu FC Santos        |
| Tartu SK 10 (2)            | 2 – 1                     | (3) Tallinna JK Legion     |
| Tartu JK Welco Elekter (4) | 2 – 1                     | (3) Tallinna FC Ararat TTÜ |
| 8 Tháng Tám                |                           |                            |
| FC Nõmme United (4)        | 2 – 6                     | (2) Jõhvi FC Lokomotiv     |
| 13 Tháng Tám               |                           |                            |
| JK Tammeka II Tartu (2)    | 2 – 1                     | (4) FC Infonet II          |
| 15 Tháng Tám               |                           |                            |
| Tallinna FC Puuma (2)      | 8 – 1                     | (5) FCF Järva-Jaani SK     |
| Saue JK Laagri (4)         | 4 – 0                     | (RL) JK Väätsa Vald        |
| 20 Tháng Tám               |                           |                            |
| Saaremaa JK aameraaS (5)   | 1 – 2                     | (RL) FC Tartu              |
| 28 Tháng Tám               |                           |                            |
| Tartu JK Tammeka (1)       | 1 – 3                     | (3) HÜJK Emmaste           |
| 4 Tháng Chín               |                           |                            |
| Paide Linnameeskond (1)    | 6 – 1                     | (4) Tartu SK 10 II         |
| Raasiku FC Joker 1993 (4)  | 1 – 5                     | (2) Kiviõli FC Irbis       |
| 11 Tháng Chín              |                           |                            |
| Tallinna FC Infonet (1)    | 6 – 0                     | (3) Kohtla-Järve JK Järve  |
| 22 Tháng Mười              |                           |                            |
| Nõmme JK Kalju (1)         | 1 – 3                     | (1) Tallinna FC Levadia    |

## Vòng Bốn
Lễ bốc thăm diễn ra vào ngày 15 tháng Tám.
| Đội nhà                    | Tỉ số                     | Đội khách               |
| 4 Tháng Chín               | 4 Tháng Chín              | 4 Tháng Chín            |
| -------------------------- | ------------------------- | ----------------------- |
| Jõhvi FC Lokomotiv (2)     | 0 – 0 (s.h.p.) (5–4ph.đ.) | (3) Pärnu Linnameeskond |
| 11 Tháng Chín              |                           |                         |
| Tartu JK Welco Elekter (4) | 3 – 4                     | (2) Tallinna FC Puuma   |
| Kiviõli FC Irbis (2)       | 0 – 11                    | (4) Tartu FC Santos     |
| 25 Tháng Chín              |                           |                         |
| HÜJK Emmaste (3)           | 1 – 0                     | (2) Tartu SK 10         |
| 5 Tháng Mười               |                           |                         |
| FC Kuressaare (1)          | 1 – 0                     | (1) Paide Linnameeskond |
| 16 Tháng Mười              |                           |                         |
| JK Tammeka II Tartu (2)    | 6 – 0                     | (4) Saue JK Laagri      |
| FC Tartu (RL)              | 1 – 6                     | (1) Tallinna FC Infonet |
| 12 November                |                           |                         |
| Tallinna FC Levadia (1)    | 2 – 0                     | (1) Tallinna FC Flora   |

## Tứ kết
Lễ bốc thăm diễn ra vào ngày 28 tháng 2 năm 2014. Levadia được đi thẳng vào bán kết vì đội bóng còn lại, Tammeka II, đã giải thể trước mùa giải 2013.
| 15 tháng 4 năm 2014 | Kuressaare (2) | 1 – 3    | (3) Santos                          | Salme Parish                                                            |  |
| 18:00 UTC+3         | Laht 87'       | Chi tiết | 9' Alve · 63' Vereshchak · 75' Laas | Sân vận động: Salme Stadium Lượng khán giả: 160 Trọng tài: Andrei Karhu |  |

| 15 tháng 4 năm 2014 | Infonet (1)                     | 2 – 0    | (2) Puuma | Tallinn                                                                  |  |
| 19:00 UTC+3         | Manucho 44' · Mõttus 80' (l.n.) | Chi tiết |           | Sân vận động: Sportland Arena Lượng khán giả: 121 Trọng tài: Tomi Rahula |  |

| 16 tháng 4 năm 2014 | Lokomotiv (1) | 0 – 1    | (3) Emmaste | Jõhvi                                                                       |  |
| 18:00 UTC+3         |               | Chi tiết | 6' Tükk     | Sân vận động: Jõhvi linnastaadion Lượng khán giả: 85 Trọng tài: Mart Martin |  |

|  | Levadia (1) | đi tiếp |  |  |  |
|  |             |         |  |  |  |

## Bán kết
Lễ bốc thăm diễn ra vào ngày 17 tháng 4 năm 2014.
| 29 tháng 4 năm 2014 | Infonet (1) | 0–1 (s.h.p.) | (1) Levadia | Tallinn                                            |  |
| 19:00 UTC+3         |             | Chi tiết     | Teever 105' | Sân vận động: Sportland Arena Trọng tài: Eiko Saar |  |

| 1 tháng 5 năm 2014 | Emmaste (3) | 1–3      | (3) Santos                            | Tallinn                                                      |  |
| 19:00 UTC+3        | Oja 83'     | Chi tiết | Laas 10' · Teniste 81' (ph.đ.), 90+3' | Sân vận động: Sportland Arena Trọng tài: Kristo Külljastinen |  |

## Chung kết
Trận chung kết diễn ra vào ngày 17 tháng 5 năm 2014.
| 17 tháng 5 năm 2014 | Levadia (1)                             | 4 – 0    | (3) Santos | Tallinn                                                                     |  |
| 16:00 UTC+3         | Ivanov 10', 87' · Teever 29' · Tamm 80' | Chi tiết |            | Sân vận động: A. Le Coq Arena Lượng khán giả: 1737 Trọng tài: Martin Salong |  |